# Box-office France 1974
Cet article traite du box-office cinéma de 1974 en France. 

## Les films de plus d'un million d'entrées
Par pays d'origine des films (Pays producteur principal)
- France : 23 films
- États-Unis : 11 films
- Italie : 5 films
- Hong Kong : 1 film
- Royaume-Uni : 1 film
- Total : 41 films

| Classement | Titre                                    | Pays               | Réalisateur           | Box-office France |
| ---------- | ---------------------------------------- | ------------------ | --------------------- | ----------------- |
| 1.         | Emmanuelle                               |                    | Just Jaeckin          | 8 894 132 entrées |
| 2.         | Robin des Bois                           |                    | Wolfgang Reitherman   | 6 475 758 entrées |
| 3.         | Les Valseuses                            |                    | Bertrand Blier        | 5 726 125 entrées |
| 4.         | L'Exorciste                              |                    | William Friedkin      | 5 397 450 entrées |
| 5.         | Opération Dragon                         |                    | Robert Clouse         | 4 444 582 entrées |
| 6.         | Les bidasses s'en vont en guerre         |                    | Claude Zidi           | 4 154 509 entrées |
| 7.         | L'Arnaque                                |                    | George Roy Hill       | 4 151 089 entrées |
| 8.         | La Fureur du dragon                      |                    | Bruce Lee             | 3 999 487 entrées |
| 9.         | Papillon                                 |                    | Franklin J. Schaffner | 3 852 023 entrées |
| 10.        | La moutarde me monte au nez              |                    | Claude Zidi           | 3 702 322 entrées |
| 11.        | La Gifle                                 |                    | Claude Pinoteau       | 3 385 541 entrées |
| 12.        | L'Homme au pistolet d'or                 |                    | Guy Hamilton          | 2 873 898 entrées |
| 13.        | Vincent, François, Paul... et les autres |                    | Claude Sautet         | 2 807 800 entrées |
| 14.        | Le Permis de conduire                    | Jean Girault       | 2 309 606 entrées     |                   |
| 15.        | Soleil vert                              |                    | Richard Fleischer     | 2 264 340 entrées |
| 16.        | Le Retour du Grand Blond                 |                    | Yves Robert           | 2 195 219 entrées |
| 17.        | Attention, on va s'fâcher !              |                    | Marcello Fondato      | 2 194 849 entrées |
| 18.        | Les Quatre Charlots mousquetaires        |                    | André Hunebelle       | 2 190 139 entrées |
| 19.        | Malicia                                  |                    | Salvatore Samperi     | 1 907 748 entrées |
| 20.        | Chinatown                                |                    | Roman Polanski        | 1 822 631 entrées |
| 21.        | Lacombe Lucien                           |                    | Louis Malle           | 1 744 218 entrées |
| 22.        | Borsalino and Co.                        | Jacques Deray      | 1 698 380 entrées     |                   |
| 23.        | Le Mouton enragé                         |                    | Michel Deville        | 1 653 975 entrées |
| 24.        | Les Chinois à Paris                      | Jean Yanne         | 1 651 959 entrées     |                   |
| 25.        | Un justicier dans la ville               |                    | Michael Winner        | 1 561 266 entrées |
| 26.        | Verdict                                  |                    | André Cayatte         | 1 537 278 entrées |
| 27.        | Les Violons du bal                       |                    | Michel Drach          | 1 488 481 entrées |
| 28.        | Le Chaud Lapin                           | Pascal Thomas      | 1 481 812 entrées     |                   |
| 29.        | Les Seins de glace                       |                    | Georges Lautner       | 1 462 693 entrées |
| 30.        | À nous quatre, Cardinal !                |                    | André Hunebelle       | 1 386 200 entrées |
| 31.        | Portier de nuit                          |                    | Liliana Cavani        | 1 377 616 entrées |
| 32.        | American Graffiti                        |                    | George Lucas          | 1 248 919 entrées |
| 33.        | Impossible... pas français               |                    | Robert Lamoureux      | 1 227 309 entrées |
| 34.        | Contes immoraux                          | Walerian Borowczyk | 1 134 075 entrées     |                   |
| 35.        | Les Mille et Une Nuits                   |                    | Pier Paolo Pasolini   | 1 122 688 entrées |
| 36.        | Amarcord                                 |                    | Federico Fellini      | 1 104 520 entrées |
| 37.        | Le shérif est en prison                  |                    | Mel Brooks            | 1 088 046 entrées |
| 38.        | Le Fantôme de la liberté                 |                    | Luis Buñuel           | 1 081 088 entrées |
| 39.        | 747 en péril                             |                    | Jack Smight           | 1 050 626 entrées |
| 40.        | Vos gueules, les mouettes !              |                    | Robert Dhéry          | 1 045 135 entrées |
| 41.        | Stavisky...                              |                    | Alain Resnais         | 1 017 182 entrées |

## Box-office hebdomadaire
| #  | Semaine                           | Film no 1                                 | Pays            | Entrées         |
| -- | --------------------------------- | ----------------------------------------- | --------------- | --------------- |
| 1  | 1er janvier au 8 janvier 1974     | Mon nom est Personne                      |                 | 305 719 entrées |
| 2  | 9 janvier au 15 janvier 1974      | Mon nom est Personne                      | 239 817 entrées |                 |
| 3  | 16 janvier au 22 janvier 1974     | Mon nom est Personne                      | 215 454 entrées |                 |
| 4  | 23 janvier au 29 janvier 1974     | Mais où est donc passée la 7e compagnie ? |                 | 201 032 entrées |
| 5  | 30 janvier au 5 février 1974      | Papillon                                  |                 | 362 088 entrées |
| 6  | 6 février au 12 février 1974      | Papillon                                  | 302 607 entrées |                 |
| 7  | 13 février au 19 février 1974     | Papillon                                  | 229 183 entrées |                 |
| 8  | 20 février au 26 février 1974     | Lacombe Lucien                            |                 | 192 392 entrées |
| 9  | 27 février au 5 mars 1974         | Les Chinois à Paris                       |                 | 204 440 entrées |
| 10 | 6 mars au 12 mars 1974            | Les Chinois à Paris                       | 280 355 entrées |                 |
| 11 | 13 mars au 19 mars 1974           | Les Chinois à Paris                       | 289 348 entrées |                 |
| 12 | 20 mars au 26 mars 1974           | Les Chinois à Paris                       | 198 258 entrées |                 |
| 13 | 27 mars au 2 avril 1974           | Le Mouton enragé                          | 193 963 entrées |                 |
| 14 | 3 avril au 9 avril 1974           | Les Valseuses                             |                 | 189 697 entrées |
| 15 | 10 avril au 16 avril 1974         | Les Valseuses                             | 254 791 entrées |                 |
| 16 | 17 avril au 23 avril 1974         | Les Valseuses                             | 222 908 entrées |                 |
| 17 | 24 avril au 30 avril 1974         | Les Valseuses                             | 230 405 entrées |                 |
| 18 | 1er mai au 7 mai 1974             | L'Arnaque                                 |                 | 227 043 entrées |
| 19 | 8 mai au 14 mai 1974              | L'Arnaque                                 | 177 751 entrées |                 |
| 20 | 15 mai au 21 mai 1974             | Stavisky...                               |                 | 205 558 entrées |
| 21 | 22 mai au 28 mai 1974             | L'Arnaque                                 |                 | 206 597 entrées |
| 22 | 29 mai au 4 juin 1974             | L'Arnaque                                 | 162 308 entrées |                 |
| 23 | 5 juin au 11 juin 1974            | Le Jour le plus long (reprise)            | 164 932 entrées |                 |
| 24 | 12 juin au 18 juin 1974           | L'Arnaque                                 | 103 874 entrées |                 |
| 25 | 19 juin au 25 juin 1974           | L'Arnaque                                 | 95 840 entrées  |                 |
| 26 | 26 juin au 2 juillet 1974         | Emmanuelle                                |                 | 127 113 entrées |
| 27 | 3 juillet au 9 juillet 1974       | Emmanuelle                                | 196 673 entrées |                 |
| 28 | 10 juillet au 16 juillet 1974     | Emmanuelle                                | 239 408 entrées |                 |
| 29 | 17 juillet au 23 juillet 1974     | Emmanuelle                                | 242 215 entrées |                 |
| 30 | 24 juillet au 30 juillet 1974     | Emmanuelle                                | 213 941 entrées |                 |
| 31 | 31 juillet au 6 août 1974         | Emmanuelle                                | 234 284 entrées |                 |
| 32 | 7 août au 13 août 1974            | Emmanuelle                                | 258 457 entrées |                 |
| 33 | 14 août au 20 août 1974           | Emmanuelle                                | 207 142 entrées |                 |
| 34 | 21 août au 27 août 1974           | Emmanuelle                                | 233 476 entrées |                 |
| 35 | 28 août au 3 septembre 1974       | Emmanuelle                                | 252 352 entrées |                 |
| 36 | 4 septembre au 10 septembre 1974  | Emmanuelle                                | 256 888 entrées |                 |
| 37 | 11 septembre au 17 septembre 1974 | Emmanuelle                                | 238 514 entrées |                 |
| 38 | 18 septembre au 24 septembre 1974 | Verdict                                   |                 | 225 097 entrées |
| 39 | 25 septembre au 1er octobre 1974  | L'Exorciste                               |                 | 280 197 entrées |
| 40 | 2 septembre au 8 octobre 1974     | L'Exorciste                               | 457 401 entrées |                 |
| 41 | 9 octobre au 15 octobre 1974      | L'Exorciste                               | 378 659 entrées |                 |
| 42 | 16 octobre au 22 octobre 1974     | Vincent, François, Paul… et les autres    |                 | 272 817 entrées |
| 43 | 23 octobre au 29 octobre 1974     | La moutarde me monte au nez               |                 | 294 430 entrées |
| 44 | 30 octobre au 5 novembre 1974     | La moutarde me monte au nez               | 448 469 entrées |                 |
| 45 | 6 novembre au 12 novembre 1974    | La moutarde me monte au nez               | 363 434 entrées |                 |
| 46 | 13 novembre au 19 novembre 1974   | La moutarde me monte au nez               | 273 275 entrées |                 |
| 47 | 20 novembre au 26 novembre 1974   | La moutarde me monte au nez               | 245 473 entrées |                 |
| 48 | 27 novembre au 3 décembre 1974    | Robin des Bois                            |                 | 288 613 entrées |
| 49 | 4 décembre au 10 décembre 1974    | Robin des Bois                            | 233 591 entrées |                 |
| 50 | 11 décembre au 17 décembre 1974   | Robin des Bois                            | 214 261 entrées |                 |
| 51 | 18 décembre au 24 décembre 1974   | Les bidasses s'en vont en guerre          |                 | 373 727 entrées |
| 52 | 25 décembre au 31 décembre 1974   | Les bidasses s'en vont en guerre          | 535 542 entrées |                 |